# Nordöstra provinsen, Kenya
Nordöstra provinsen (engelska North Eastern Province, swahili Mkoa wa Kaskazini-Mashariki, somaliska Gobolka Waqooyi Bari) är en av Kenyas åtta provinser. Befolkningen beräknades till 1 410 342 invånare år 2008, och provinsen täcker en yta på 126 902 kvadratkilometer. Den administrativa huvudorten är Garissa. Men större städer är även Wajir, Mandera och även Dadaab.

## Historia
Shiftakriget (1963 till 1967) var ett försök av etniska somalier i provinsen att ansluta till Somalia, i bildandet av ett storsomalia. Det slutade med vapenvila.

## Demografi
Folket här är mestadels somalier med minioriteter av Oromo och Kikuyu.